# Birkagatan

Birkagatan är en gata i Stockholm som är belägen i Birkastan, i stadsdelen Vasastan. Gatan sträcker sig från Norrbackagatan norrut mot Karlbergsvägen, som den möter vid korsningen med Torsgatan.
Gatans namn hör till kategorin Fosterländska och historiska namn, efter Birka på Björkö i Mälaren. När gatan namngavs 1887 pågick fortfarande Hjalmar Stolpes omtalade utgrävningar av vikingasamhället Birka. Gatan har även gett namn åt området Birkastan som fick sin stadsplan 1886. När de första bostadshusen färdigställdes omkring 1909 fann Dagens Nyheter att: ...gatorna erbjuder samma trista anblick som husen som kanta dem...".
I en källare på Birkagatan startades i början av 2000-talet Riktig talkshow med Ola Lindholm.

## Bilder

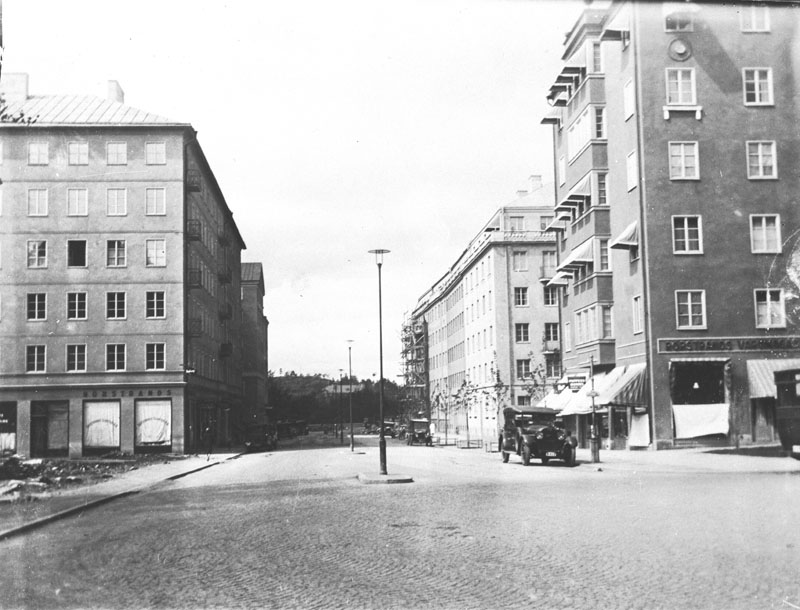
Birkagatan i slutet av 1920-talet
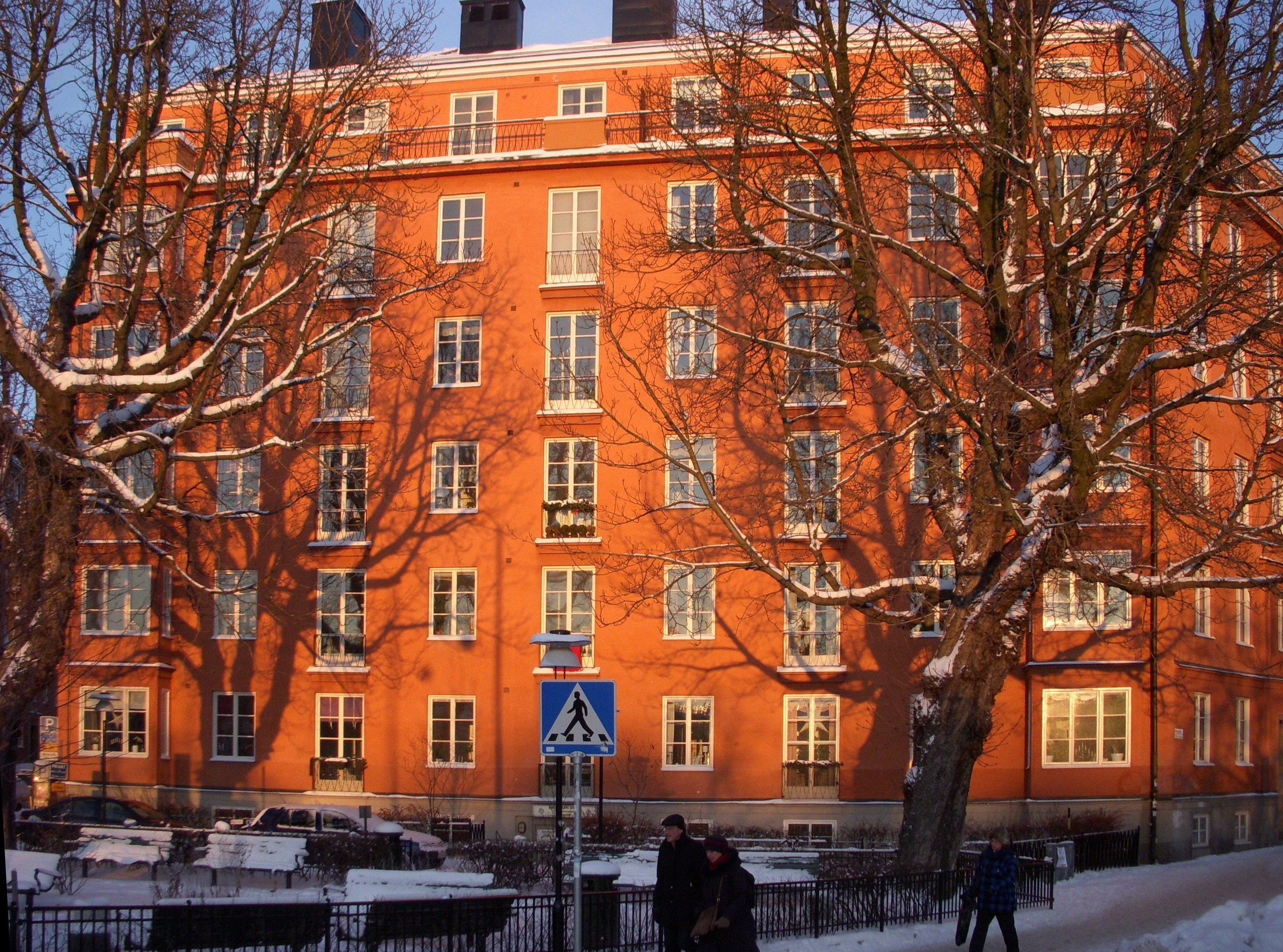
Hörnet Birkagatan 1 (t.h.), Drejargatan 2
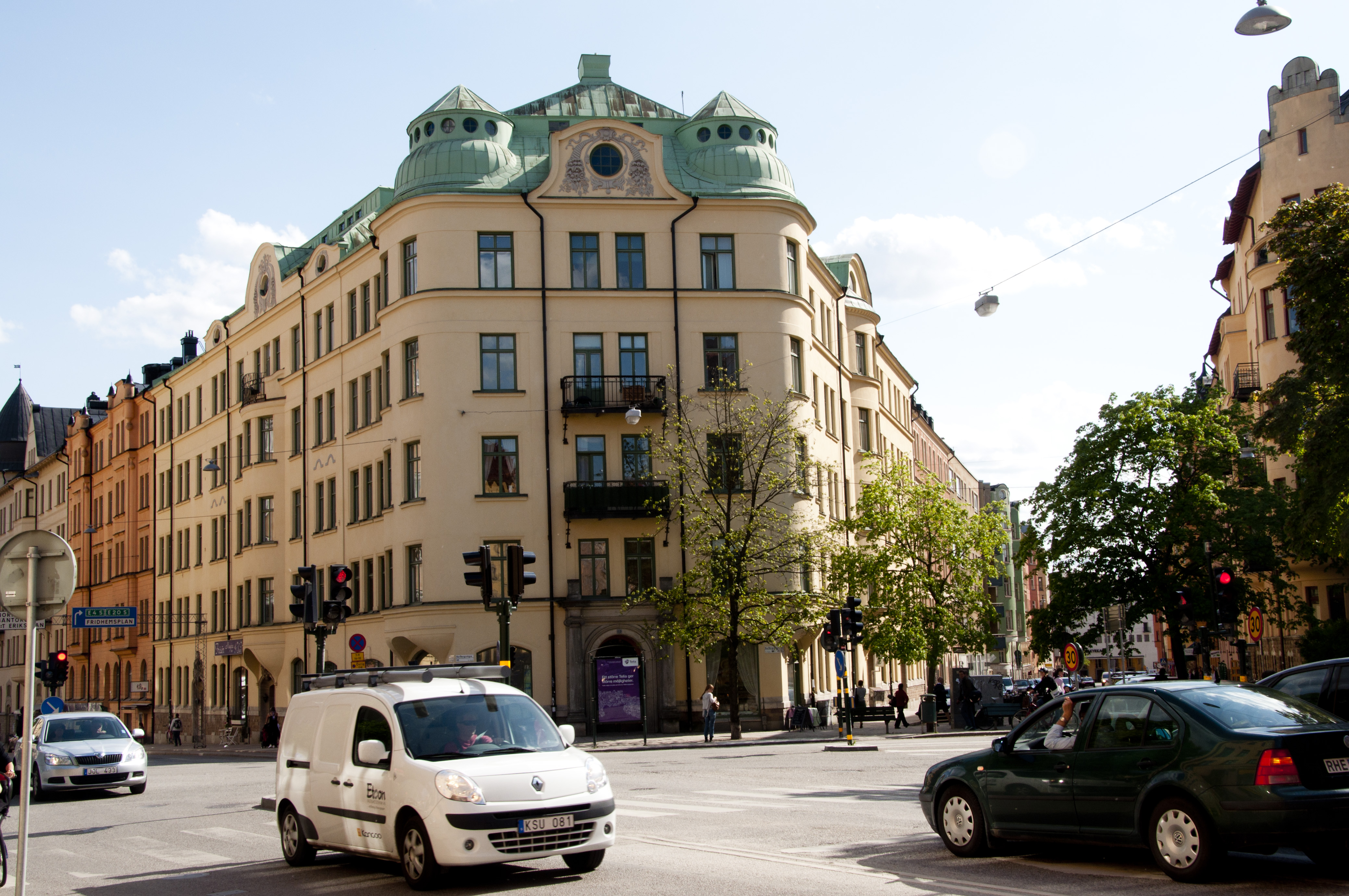
Hörnet Birkagatan 34-36, Karlbergsvägen